# Alô Você
Alô Você é um telejornal brasileiro de apelo popular, exibido pelo SBT desde 26 de maio de 2025. É exibido localmente apenas para a Região Metropolitana de São Paulo e para as afiliadas do SBT que não possuem programação local no horário do almoço.
É apresentado por Luiz Bacci e conta com Comandante Hamilton com informações sobre o trânsito e alguma cobertura esporádica ao vivo e da delegada Raquel Gallinati para análises de crimes. Vai ao ar de segunda a sexta, das 11h00 até às 13h45. 

## História

### Antecedentes
O SBT São Paulo, matriz e também principal gerador do SBT para todo o país, tradicionalmente exibia desde a sua fundação até 2022, seriados, desenhos e até telenovelas durante a tradicional faixa do almoço, se diferenciando das concorrentes como a TV Globo e a Record, e de filiais e afiliadas do próprio SBT espalhadas pelo país, com ambas as concorrentes e afiliadas transmitindo telejornais locais nesse espaço. A emissora chegou a lançar algumas tentativas mal-sucedidas como a segunda edição do Primeiro Impacto em 2017, durando apenas uma semana em março daquele ano, e a quinta versão do SBT Notícias em 2022, durando apenas um mês entre janeiro e fevereiro. Em outubro de 2022, o Primeiro Impacto passou a ocupar por completo a faixa das manhãs do SBT por ordens de Silvio Santos, sucedendo as séries e as novelas transmitidas no horário do almoço, que passaram para a faixa das 13h ás 15h.
Em março de 2024, o SBT lançou o Chega Mais, que possuía também uma faixa local transmitida para São Paulo e alguns lugares com temas leves. Em agosto, essa faixa foi convertida em um bloco de notícias voltado à região, tendo uma vinheta diferenciada, apesar de ser o mesmo programa. Porém, tanto esse bloco como o programa todo, foram encerrados em dezembro por conta dos baixos índices e o espaço voltando a ser tomado pelo Primeiro Impacto.

### Produção
Em 17 de janeiro de 2025, a Record anunciou a saída de Luiz Bacci após quase dez anos consecutivos em sua segunda passagem na emissora por conflitos internos. Logo após a sua saída, Bacci passou a participar frequentemente de programas do SBT, abrindo boatos sobre o seu possível retorno após 15 anos desde sua passagem pelo canal, quando atuou nas segundas versões dos programas Fantasia e Aqui Agora. De início, especulou-se que Bacci comandaria uma nova versão do clássico Aqui Agora, assim como em 2008. No dia 2 de maio, Luiz acerta o seu retorno ao SBT, assinando o contrato no dia 9.
No dia 15 de maio de 2025, em coletiva de imprensa para anunciar a nova grade de programação, o SBT confirmou Bacci como apresentador de um telejornal na faixa do almoço, que recebeu o título Alô Você, após serem considerados os títulos Alô Bacci e Alô São Paulo. Apesar da semelhança com o Alô Juca, da TV Aratu, o telejornal não é baseado no policialesco baiano.

## Repercussão
A reestreia de Bacci no SBT fez a Record alterar a grade às pressas. Para frear o impacto do Alô Você, a Record antecipou em uma hora o Balanço Geral – o programa entrou no ar às 10h53 em São Paulo, sete minutos antes do novo jornal de Bacci. Nas outras praças (com exceção da Record Bahia), o Balanço inicou-se às 11h30.
Em uma segunda atípica, tanto o SBT quanto a Record viram a audiência subir na estreia do Alô Você. Apesar de a Record ter vencido o programa de Bacci de ponta a ponta (4,7 x 3,2 no confronto direto), a audiência do SBT subiu 21% na faixa em comparação com as quatro segundas-feiras anteriores. A Globo liderou isolada com o Mais Você e o SP1 (9,2 na faixa das 11h às 13h). A audiência da atração de Luiz Bacci foi suficiente para frear a Band, que com frequência ameaçava tirar o SBT do pódio com o Jogo Aberto.
No segundo dia de Alô Você, entretanto, a audiência caiu, e o SBT passou vários minutos em quarto lugar, atrás da Band. Por volta das 12h25, o esportivo de Renata Fan alcançou picos de 2,7, contra 2,5 do novo programa de Bacci. A Record anotava 5,2 no horário, bem à frente do SBT. Os números representam a medição de audiência do IBOPE na região metropolitana de São Paulo. Cada ponto equivale a 77.488 domicílios e 199.313 indivíduos em 2025. 
No dia 12 de junho de 2025, o programa bateu recorde desde a estreia com 3,7 pontos, mas ainda ficando em terceiro lugar, chegando ao pico máximo de 4 pontos. Até então, a maior média havia sido registrada no dia 3 com 3,6 pontos e 4,4 de pico.

## Versões locais
A primeira versão regional do Alô Você estreou em 11 de agosto de 2025, sendo transmitida pela TH+, afiliada do SBT em São José dos Campos. O programa local, intitulado Alô Você Vale, é apresentado por Beto Ascencio. Mantendo o formato popular do telejornal original, a edição regional passou a focar nas notícias policiais, trânsito, serviços e demais acontecimentos do Vale do Paraíba, Litoral Norte e Serra da Mantiqueira. A estreia marcou o início da expansão do Alô Você para outras praças, dentro da estratégia do SBT de regionalizar sua programação no horário do almoço.